# Weiprecht III. von Helmstatt

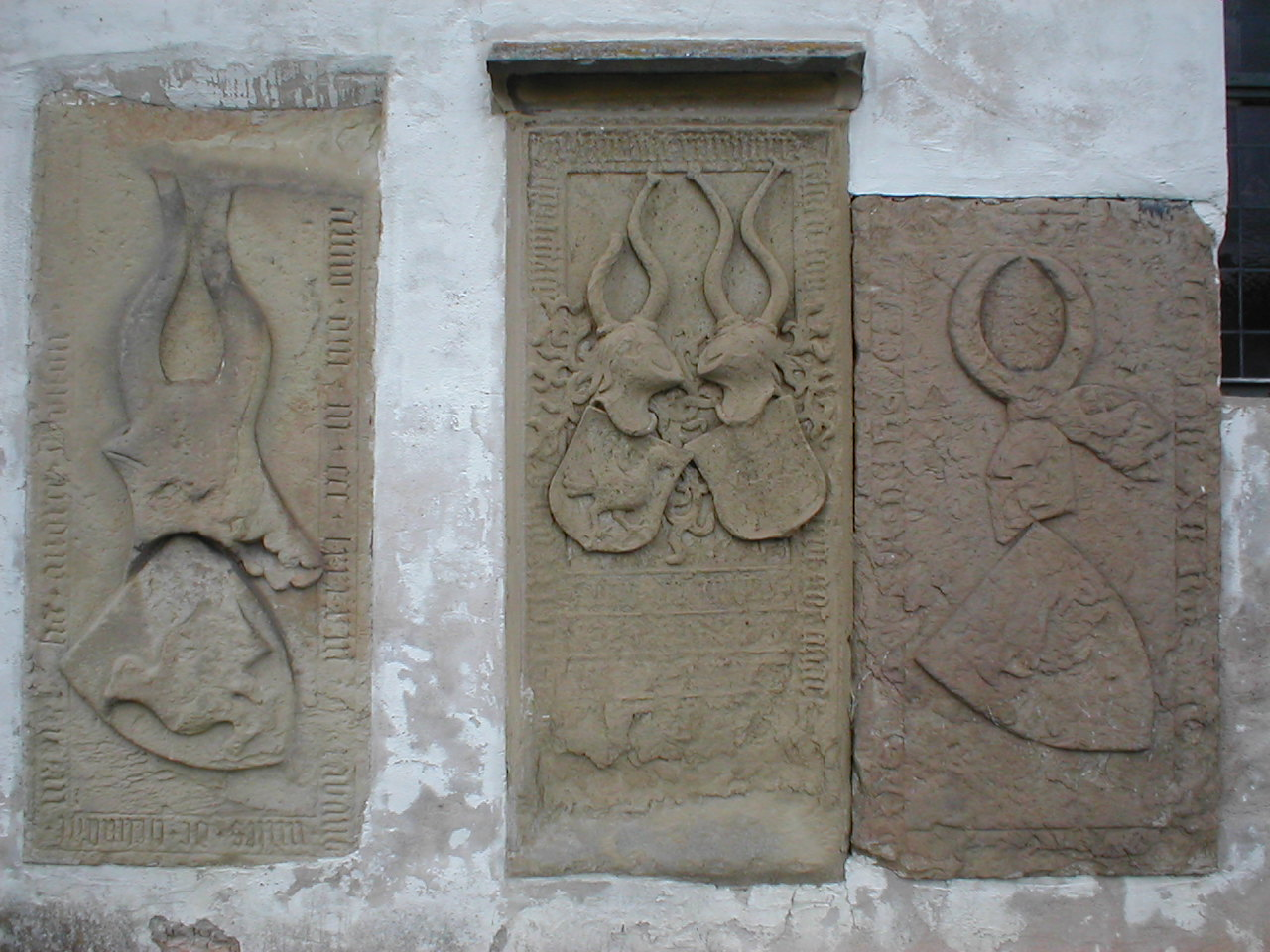
Grabplatten derer zu Helmstatt an der Totenkirche Neckarbischofsheim. Links: Raban III. von Helmstatt († 1393), Mitte Weiprecht III. von Helmstatt († 1478)

Weiprecht III. von Helmstatt (* 1392; † 1478) war pfälzischer Rat und Vogt im Oberamt Bretten. Er entstammte der reichsritterschaftlichen Familie der Herren von Helmstatt und zwar aus einem Ast der Bischofsheimer Linie, die sein Vater Reinhard der Ältere von Helmstatt begründete.

## Familie
Weiprecht III. war der Sohn von Reinhard dem Älteren von Helmstatt († 13. November 1399) und Mia von Sickingen, der Tochter des Reinhard von Sickingen. Er war verheiratet mit Getza von Werberg († 14. April 1465), die Tochter des Henn der Jüngere zu Bensheim. Aus dieser Verbindung sind keine Kinder bekannt.

## Leben
Weiprecht III. war vermutlich Bauherr der später Alexanderburg benannten Bischofsheimer Burg. Er erhielt 1426 die Steinacher Hinterburg von seinem Onkel, dem Bischof Raban von Helmstatt, auf Lebenszeit zu Lehen, die er bedeutend umbaute, und 1442 auch noch die Steinacher Mittelburg als Pfand. Zeitweise besaß er auch die Hälfte der dortigen Vorderburg. Die Hinterburg ging nach seinem Tod auf seinen Neffen Martin († 1490), ein Sohn seines Bruders Hans († 1476), über.
Weiprecht war von ungefähr 1426 bis 1450 Amtmann der Landfautei am Bruhrain des Hochstifts Speyer und gleichzeitig kurpfälzischer Rat am Hof in Heidelberg. Um 1474 wurde er Vogt beim Oberamt in Bretten. Dieses Amt hatte er wohl bis zu seinem Tod im Jahr 1478.